# 1981 en sport
Cet article présente les faits marquants de l'année 1981 en sport.

## Athlétisme
- Coupe d'Europe des nations (Zagreb, 15 et 16 août). Victoire de la RDA chez les hommes et chez les dames.
- Coupe du monde des nations (Rome, 4, 5 et 6 septembre). Victoire de l'équipe d'Europe (hommes) et de la RDA (dames).
- L'Américain Carl Lewis court le 100 mètres en 10 s 00 (16/05, Dallas) et saute 8,62 m en longueur (20/06, Sacramento).
- Le Français Thierry Vigneron est le premier perchiste à franchir la barre des 5,80 m (Mâcon, 20/06). Record battu le 26/06 par le Soviétique Vladimir Poliakov (5,82 m).
- L'Anglais Sebastian Coe bat le record du monde du 800 mètres en 1 min 41 s 72 (Londres, 03/06).
- Le Français Hermann Panzo remporte le « Golden sprint » sur 100 mètres dans le temps de 10 s 14 (Berlin-Ouest, 21/08).

## Automobile
- Nelson Piquet remporte le Championnat du monde de Formule 1 au volant d'une Brabham-Ford.
- Dernier Grand Prix automobile d'Espagne de Formule 1 sur le circuit de Circuit del Jarama.
- Ari Vatanen remporte le championnat du monde des rallyes des pilotes
- David Richards remporte le championnat du monde des rallyes des copilotes
- Talbot remporte le championnat du monde des rallyes des constructeurs

## Baseball
- Les Expos de Montréal remportent le premier championnat de la division Est de leur histoire.
- Les Dodgers de Los Angeles remportent la Série mondiale face aux Yankees de New York.
- Finale du championnat de France : Nice UC bat Paris UC.

## Basket-ball
- NBA : victoire des Celtics de Boston face aux Rockets de Houston 4 manches à 2 lors des finales.
- ASVEL Lyon-Villeurbanne est champion de France.

## Boxe
- Joe Louis est consacré Boxeur du Siècle en 1981.

## Cyclisme
Bernard Hinault remporte le Tour de France pour la troisième fois.

## Escrime
- Daniel Levavasseur devient entraîneur national épée messieurs (jusqu'en 1989).

## Football
- 18 novembre : à Paris, en match de qualification pour la coupe du monde de 1982, l'équipe de France bat celle des Pays-Bas sur le score de 2-0.

## Football américain
- 25 janvier : Super Bowl XV : Raiders d'Oakland 27, Eagles de Philadelphie 10. Article détaillé : Saison NFL 1980.

## Hockey sur glace
- Les Islanders de New York remportent la Coupe Stanley.
- Coupe Magnus : Grenoble champion de France.
- EHC Biel champion de Suisse.
- L’Union soviétique remporte le championnat du monde.

## Rugby à XIII
- 17 mai : à Toulouse, la finale du Championnat de France entre Villeneuve-sur-Lot et le XIII Catalan est interrompue et arrêtée en raison d'une bagarre.

## Rugby à XV
- La France remporte le Tournoi des Cinq Nations en signant un Grand Chelem.
  - Article détaillé : Tournoi des cinq nations 1981
- L'AS Béziers est champion de France.

## Ski alpin
- Coupe du monde
  - L'Américain Phil Mahre remporte le classement général de la Coupe du monde.
  - La Suissesse Marie-Theres Nadig remporte le classement général de la Coupe du monde féminine.

## Tennis
- Open d'Australie :  Johan Kriek le gagne tournoi masculin, Martina Navrátilová s'impose chez les féminines.
- Tournoi de Roland-Garros : Björn Borg remporte le tournoi masculin, Hana Mandlíková gagne dans le tableau féminin.
- Tournoi de Wimbledon : John McEnroe gagne le tournoi masculin, Chris Evert s'impose chez les féminines.
- US Open : John McEnroe gagne le tournoi masculin, Tracy Austin gagne chez les féminines.
- 13 décembre : au Riverfront Coliseum de Cincinnati les États-Unis battent l'Argentine 3-1 en finale et gagnent l'édition 1981 de la Coupe Davis.
  - Article détaillé : Coupe Davis 1981

## Omnisports
- Création de l'Australian Institute of Sport.

## Naissances

### Janvier
- 1er janvier : Zsolt Baumgartner, pilote automobile hongrois.
- 3 janvier : Eli Manning, joueur américain de football U.S, évoluant au poste de quarterback.
- 14 janvier : 
  - Hyleas Fountain, athlète américaine.
  - Sergueï Lagoutine, coureur cycliste ouzbek.
- 15 janvier : Dylan Armstrong, athlète canadien.
- 17 janvier : Thierry Ascione, joueur de tennis français.
- 18 janvier : Olivier Rochus, joueur de tennis belge.
- 25 janvier : Anja Pärson, skieuse alpine suédoise.

### Février
- 7 février : Éva Bisséni, judokate et jujitsukate française.
- 9 février :
  - Patricio Albacete, joueur de rugby à XV argentin.
  - Silvio Orlando, joueur de rugby à XV italien.
- 15 février : Giorgio Intoppa, joueur italien de rugby à XV, évoluant au poste de talonneur.
- 16 février : Susanna Kallur, athlète suédoise.
- 20 février : Nicolas Penneteau, footballeur français.
- 24 février : Lleyton Hewitt, joueur de tennis australien.

### Mars
- 10 mars : Samuel Eto'o, footballeur camerounais.
- 12 mars : Katarina Srebotnik, joueuse de tennis slovène.
- 16 mars : Fabiana Murer, athlète brésilienne.
- 17 mars : Kyle Korver, joueur américain de basket-ball évoluant en NBA.
- 18 mars : Leslie Djhone, athlète français.
- 22 mars : Jürgen Melzer, joueur de tennis autrichien.

### Avril
- 4 avril : Anna Pyatykh, athlète russe.
- 8 avril : Frédérick Bousquet, nageur français.
- 12 avril : Yuriy Borzakovskiy, athlète russe, champion olympique du 800 mètres aux Jeux d'Athènes en 2004.
- 22 avril : Rafael Sperafico, pilote automobile brésilien. († 9 décembre 2007).
- 24 avril : Thomas Fanara, skieur alpin français.
- 25 avril : Felipe Massa, pilote automobile brésilien.
- 29 avril : Émilie Mondor, athlète quebecoise spécialisée dans les courses de fond. († 9 septembre 2006).

### Mai
- 3 mai :
  - Benoît Cheyrou, joueur de football français.
  - Darcy Robinson, joueur canadien de hockey sur glace. († 27 septembre 2007).
- 4 mai : Martin Yngerskog, joueur suédois de volley-ball.
- 11 mai : Reina Itakura, joueur japonais de basket-ball.
- 21 mai : Anna Rogowska, athlète polonaise.
- 26 mai : Anthony Ervin, nageur américain.
- 30 mai : Assia El Hannouni, athlète handisport française

### Juin
- 1er juin : Smush Parker, joueur américain de basket-ball évoluant en NBA.
- 2 juin : Nikolay Davydenko, joueur de tennis russe.
- 7 juin :
  - Anna Kournikova, joueuse de tennis russe.
  - Alberto Schieppati, skieur alpin italien.
- 21 juin : Brad Walker, athlète américain.
- 26 juin : Natalya Antyukh, athlète russe.
- 28 juin : 
  - Guillermo Martínez, athlète cubain.
  - Mara Santangelo, joueuse de tennis italienne.
- 30 juin : 
  - Rachelle Boone-Smith, athlète américaine.
  - Barbora Špotáková, athlète tchèque.

### Juillet
- 1er juillet : Yoshimi Ozaki, athlète japonaise.
- 2 juillet : Zurab Zviadauri, judoka géorgien.
- 6 juillet : Jelena Kostanić Tosić, joueuse de tennis croate.
- 8 juillet : 
  - Shalane Flanagan, athlète américaine.
  - Anastasia Myskina, joueuse de tennis russe.
- 9 juillet : Rutger Smith, athlète néerlandais.
- 10 juillet : Rachid Hamdani, International marocain Football
- 13 juillet : Ineta Radēviča, athlète lettonne.
- 15 juillet : Alou Diarra, footballeur français.
- 23 juillet : 
  - Dmitriy Karpov, athlète kazakh.
  - Jarkko Nieminen, joueur de tennis finlandais.
- 28 juillet : Dmitry Komornikov, nageur russe, spécialiste de la brasse.
- 29 juillet : Fernando Alonso, pilote automobile espagnol.
- 30 juillet : Vicente Reynés, coureur cycliste espagnol.

### Août
- 6 août : Lucie Décosse, judoka française, championne d'europe, du monde et olympique.
- 8 août : Roger Federer,  champion de tennis suisse.
- 16 août : Leevan Sands, athlète bahaméen.
- 22 août : 
  - Nancy Langat, athlète kényane.
  - Christina Obergföll, athlète allemande.
- 23 août : Tim Maeyens, rameur belge.
- 30 août : Tomasz Majewski, athlète polonais.
- 31 août : Örn Arnarson, nageur islandais, spécialiste du dos crawlé.

### Septembre
- 5 septembre : Filippo Volandri, joueur de tennis italien.
- 10 septembre : Filippo Pozzato, coureur cycliste professionnel italien.
- 19 septembre :
  - Damiano Cunego, coureur cycliste professionnel italien.
  - Rick DiPietro, joueur professionnel américain de hockey sur glace (gardien de but).
- 26 septembre :
  - Serena Williams, joueuse de tennis américaine.
  - Kanako Urai,  catcheuse (lutteuse professionnelle) japonaise.

### Octobre
- 3 octobre : Zlatan Ibrahimović, footballeur suédois.
- 9 octobre : Darius Miles, joueur de basket-ball américain.
- 15 octobre : Radoslav Židek, snowboarder slovaque, médaille d'argent en snowboard cross en 2006, aux Jeux olympiques à Turin.
- 15 octobre : David Roumieu, joueur de rugby à XV français qui évolue au poste de talonneur au sein de l'effectif de l'Aviron bayonnais.
- 19 octobre : Heikki Kovalainen, pilote automobile finlandais.
- 25 octobre : Gary Reed, athlète canadien, spécialiste du 800 mètres.
- 28 octobre : Milan Baroš, footballeur tchèque.

### Novembre
- 4 novembre : Martina Strutz, athlète allemande.
- 6 novembre : Frédéric Mendy, footballeur sénégalais évoluant en France.
- 10 novembre : Paul Kipsiele Koech, athlète kenyan.
- 12 novembre : Annika Becker, athlète allemande.
- 15 novembre : Lorena Ochoa, golfeuse mexicaine.
- 19 novembre : Gaël Danic, footballeur français.
- 21 novembre : 
  - Werknesh Kidane, athlète éthiopienne.
  - Ainārs Kovals, athlète letton.

### Décembre
- 3 décembre : Geoffroy Krantz, handballeur français.
- 6 décembre : Rod Fanni, footballeur français.
- 10 décembre : Fábio Rochemback, footballeur brésilien.
- 11 décembre : Javier Saviola, footballeur argentin.
- 12 décembre : Jeruto Kiptum, athlète kényane.
- 20 décembre : Roy Williams, joueur américain de football U.S.
- 22 décembre : Marina Kuptsova, athlète russe.

## Décès
- 18 mars : Carl-Adam Stjernswärd, officier et cavalier suédois de concours complet (° 20 juillet 1905).
- 23 mars : Mike Hailwood, 41 ans, pilote moto puis pilote automobile britannique. (° 2 avril 1940).
- 12 avril : Joe Louis, 67 ans, boxeur américain, surnommé le « Bombardier noir », champion du monde des lourds entre 1937 et 1949. (° 13 mai 1914).
- 25 novembre : Romain Bellenger, 87 ans, coureur cycliste français. (° 18 janvier 1894).